# Kings of Beer
Kings of Beer deveti je studijski album njemačkog thrash metal sastava Tankard. Album je objavljen 17. svibnja 2000. godine, a objavila ga je diskografska kuća Century Media Records.

## Popis pjesama
| 1.    | »Flirtin' with Desaster«                | 4:03 |
| 2.    | »Dark Exile«                            | 4:53 |
| 3.    | »Hot Dog Inferno«                       | 3:26 |
| 4.    | »Hell Bent for Jesus«                   | 4:20 |
| 5.    | »Kings of Beer«                         | 5:38 |
| 6.    | »I'm So Sorry!«                         | 3.12 |
| 7.    | »Talk Show Prostitute«                  | 4:35 |
| 8.    | »Incredible Loudness«                   | 3:44 |
| 9.    | »Land of the Free«                      | 5:09 |
| 10.   | »Mirror, Mirror«                        | 4:21 |
| 11.   | »Tattoo Coward«                         | 4:02 |
| 12.   | »Damage Inc.« (re-izdanje 2007. godine) |      |
| 49:37 |                                         |      |

## Zasluge
Tankard
- Andreas "Gerre" Geremia — vokali
- Frank Thorwarth — bas-gitara
- Andy Gutjahr — gitara
- Olaf Zissel — bubnjevi

Dodatni glazbenici
- Andy Boulgaropoulos — prateći vokali, ritam gitara
- Alex Wenzel — prateći vokali
- Timon Schreiber — prateći vokali
- Ölse Maier — prateći vokali
- Harris Johns — prateći vokali

Ostalo osoblje
- Harris Johns — produciranje, miksanje, inženjer zvuka
- Andy Bulgaropulos — inženjer zvuka, miksanje
- Helmut Möller — fotografija